# Jerzy Szewczyk (elektronik)
Jerzy Szewczyk (ur. 2 listopada 1927 w Jeziornie, zm. 24 czerwca 1983 w Warszawie) – polski elektronik-informatyk, doktor nauk matematycznych.

## Życiorys

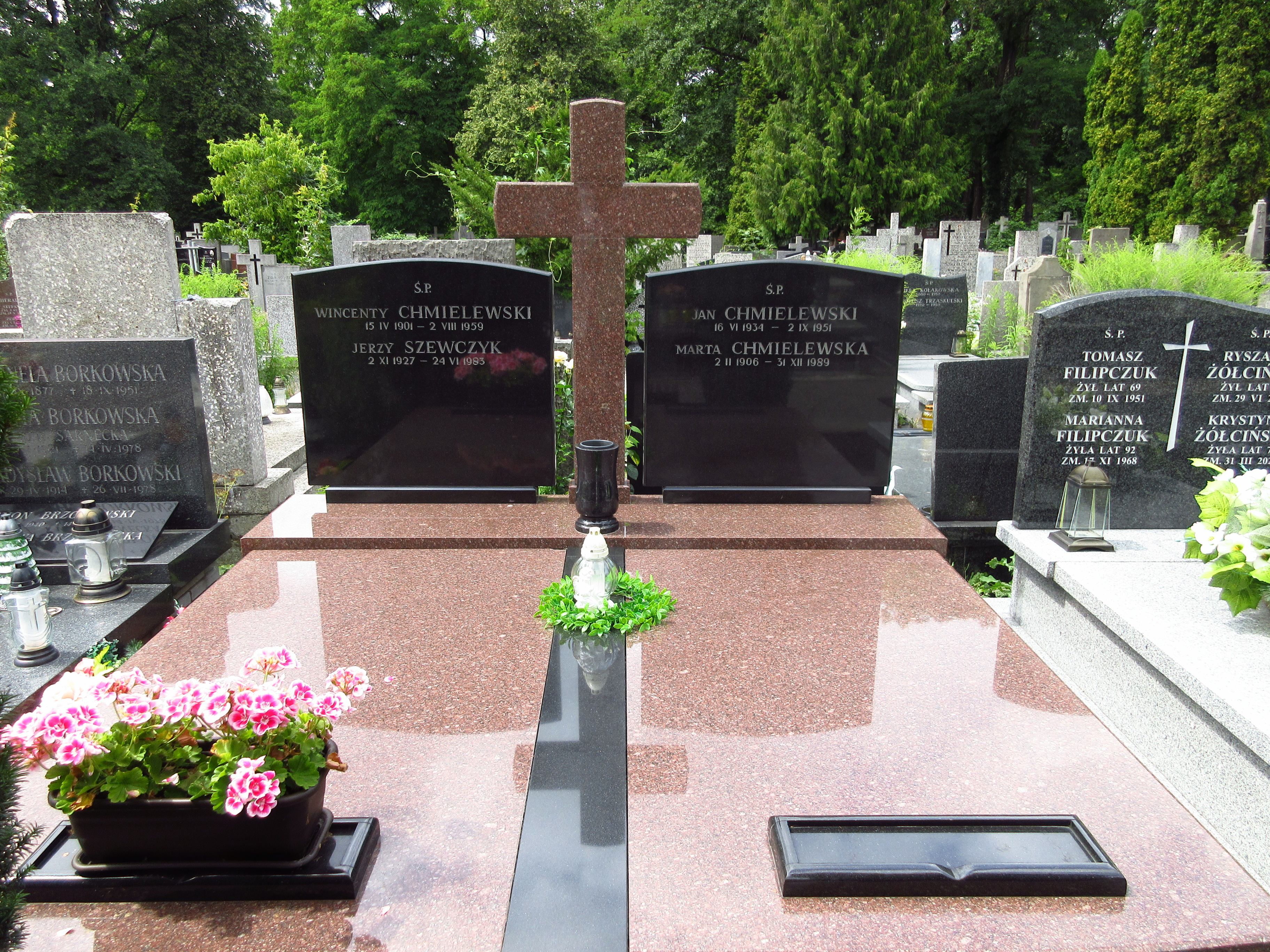
Grób Jerzego Szewczyka na Cmentarzu Bródnowskim.

Od 1951 studiował na Wydziale Łączności Politechniki Warszawskiej. W latach 1954–1961 pracował w Polskim Radio, gdzie zajmował się projektowaniem, nadzorem budowy i uruchamianiem nowych rozgłośni m.in. dla V Światowego Festiwalu Młodzieży w Warszawie w 1955. Równocześnie od 1959 do 1961 w Instytucie Elektrotechniki był zatrudniony przy wdrażaniu maszyn cyfrowych. W 1961 został kierownikiem laboratorium badawczego w Zakładzie Doświadczalnym Katedry Konstrukcji Telekomunikacyjnych i Radiotechnicznych Politechniki Warszawskiej, w 1963 objął funkcję zastępcy kierownika katedry ds. zakładu doświadczalnego. W 1970 obronił przygotowaną pod kierunkiem prof. Antoniego Kilińskiego pracę doktorską z zakresu techniki cyfrowej, od 1972 członek PZPR. W 1973 został zastępcą dyrektora Instytutu Informatyki i kierownikiem Zakładu Doświadczalnego. W 1980 zrezygnował z pracy na Politechnice Warszawskiej i został zastępcą dyrektora ds. naukowych w Instytucie Mechaniki Precyzyjnej. Jerzy Szewczyk był rzeczoznawcą i konsultantem w Państwowej Komisji Oceny Maszyn Cyfrowych, Rządowego Systemu Informacyjnego PESEL i CENPLAN, Zespołu ds. Jednolitego Systemu Maszyn Cyfrowych RWPG, Izby Rzeczoznawców Stowarzyszenia Elektryków Polskich SEP i Metronexu. Od 1981 był docentem. Zmarł w wyniku obrażeń odniesionych w wypadku samochodowym, został pochowany na cmentarzu Bródnowskim (kw. 9E, rząd 1, grób 8).

## Dorobek naukowy
Jerzy Szewczyk był współkonstruktorem maszyny cyfrowej UMC-1, a następnie uczestniczył w uruchomieniu jej produkcji we wrocławskim ELWRO. Przez ponad dwadzieścia lat kierował pracami przy budowie cyfrowych urządzeń budowlanych w Zakładzie Doświadczalnym Budowy Maszyn Matematycznych w Instytucie Matematyki. Stworzył koncepcję zastosowania konstrukcji wielkopłytowej, umożliwiającej zminimalizowanie liczby połączeń stykowych, które zwiększało niezawodność tych maszyn.  

## Odznaczenia
- Krzyż Kawalerski Polonia Restituta;
- Złoty Krzyż Zasługi;
- Zasłużony dla Politechniki Warszawskiej;
- Odznaczenie "Za Zasługi w Dziedzinie Geodezji i Kartografii"

i inne.